# 晋安区
晋安区（しんあんく）は中華人民共和国福建省福州市に位置する市轄区。

## 行政区画
下部に3街道、4鎮、2郷を管轄する
- 街道
  - 茶園街道、王荘街道、象園街道
- 鎮
  - 鼓山鎮、新店鎮、岳峰鎮、宦渓鎮
- 郷
  - 寿山郷、日渓郷

## 交通

### 鉄道
- 福州駅
- 福州地下鉄
  - 1号線
  - 2号線
  - 4号線

### 道路
- 高速道路
  -  福州環状高速道路（中国語版）
  -  福州空港高速道路（中国語版）
- 国道
  - G104国道（中国語版）

## 観光
- 鼓山風景名勝区
- 中国寿山石館
- 寿山古鉱洞
- 林陽禅寺
- 福建寿山国家鉱山公園
- 鼓嶺
- 福州国家森林公園
- 福州市立動物園
- 金鶏山公園
- 湧泉寺 - 鼓山へはリフトで登頂できる